# Kalmia à feuilles d'andromède
Kalmia polifolia
Espèce
Classification APG III (2009)
Le Kalmia à feuilles d'andromède, kalmia pâle, ou encore kalmia glauque (Kalmia polifolia) est une espèce de plantes à fleurs dicotylédones de la famille des Ericaceae. Elle est originaire d'Amérique du Nord.

## Description
Le kalmia glauque est un petit arbuste faisant généralement 30 cm de hauteur. Comme c'est aussi le cas chez plusieurs autres espèces d'éricacées, les feuilles sont raides, luisantes et persistantes. Leur dessus est d'un vert foncé, alors que leur dessous est blanchâtre. Les marges sont entières et fortement recourbées par-dessous, presque enroulées sur elles-mêmes. Elles sont opposées, ce qui permet de la distinguer facilement des autres espèces arbustives qu'elle côtoie, notamment le kalmia à feuilles étroites (Kalmia angustifolia) et l'andromède glaude (Andromeda glaucophylla).

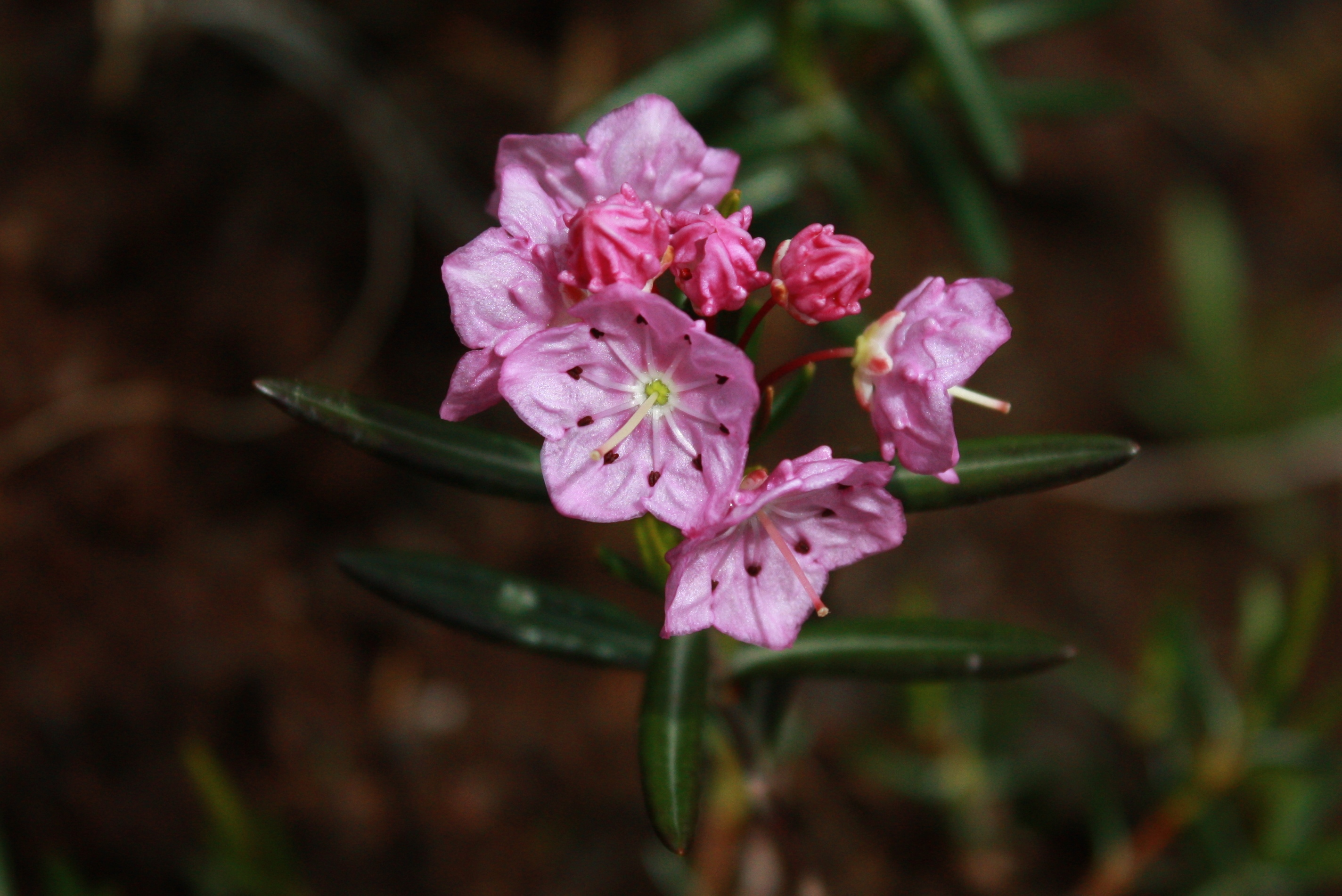
Fleurs de K. polifolia.

Les fleurs, en position terminale, font environ 1 cm de diamètre et sont roses. Les étamines, au nombre de 10, sont d'abord insérées par l'extrémité supérieure dans de petites cavités dans la corolle à 5 lobes.
Les fruits, d'abord rouges, deviennent bruns et durs à maturité, avant de s'ouvrir par 5 fentes.

## Répartition et habitat
La répartition de K. polifolia est transcontinentale. On la trouve dans toutes les provinces canadiennes, et dans les États américains de la Nouvelle-Angleterre et autour des Grands Lacs.
On retrouve le kalmia à feuille d'andromède dans les milieux humides, principalement les tourbières, surtout les tourbières ombrotrophes (bogs), où elle s'installe sur les buttes. Elle n'est toutefois pas confiné à ce type d'écosystème; on peut aussi la voir dans les tourbières minérotrophes et les forêts tourbeuses.

## Toxicité
K. polifolia, ainsi que d'autres éricacées comme les rhododendrons,  contient certaines grayanotoxines, qui sont des diterpènes connus pour causer des malaises à la suite de la consommation de miel qui en contient (mad honey disease).